# Dymitr (Gradusow)
Dymitr, imię świeckie: Władimir Walerianowicz Gradusow, po złożeniu ślubów wielkiej schimy Łazarz (ur. 2 czerwca?/14 czerwca 1881 w Jarosławiu, zm. 10 kwietnia 1956 tamże) – rosyjski biskup prawosławny.

## Życiorys
Urodził się w rodzinie nauczyciela jarosławskiego seminarium męskiego. Władimir Gradusow ukończył tę szkołę, po czym w 1909 uzyskał dyplom liceum prawniczego w Diemidowie. Od 1909 do 1919 pracował w administracji państwowej - jednostkach ministerstwa sprawiedliwości w Jarosławiu i Wołogdzie. W latach 1917–1918 był delegatem na Sobór Lokalny Rosyjskiego Kościoła Prawosławnego – reprezentantem świeckich eparchii wołogodzkiej.
8 grudnia 1919 został wyświęcony na diakona, zaś następnego dnia - na kapłana. Święcenia przyjął w soborze Zaśnięcia Matki Bożej na moskiewskim Kremlu z rąk patriarchy moskiewskiego Tichona, który sam doradzał mu wstąpienie do stanu duchownego. Był duchownym żonatym. Od 1919 do 1942 służył w cerkwiach Jarosławia. W 1938 jego żona zmarła. W 1942 locum tenens Patriarchatu Moskiewskiego Sergiusz nominował go do przyjęcia chirotonii biskupiej. W związku z tym 9 stycznia 1943 ks. Gradusow złożył wieczyste śluby mnisze, przyjmując imię Dymitr, zaś 24 stycznia tego samego roku został wyświęcony na biskupa możajskiego, wikariusza eparchii moskiewskiej. Od 24 sierpnia 1943 był biskupem uljanowskim.
W 1944 został przeniesiony na katedrę riazańską, zaś w 1945 otrzymał godność arcybiskupią. Od 1947 do odejścia w stan spoczynku na własną prośbę, w 1954, pełnił urząd biskupa jarosławskiego i rostowskiego. 4 kwietnia 1956 złożył śluby mnisze wielkiej schimy, przyjmując imię Łazarz. Sześć dni później zmarł. Został pochowany w Jarosławiu. 